# Dékány Ágnes (orvos)
Dékány Ágnes (Kecskemét, 1975. július 30. –) szülész-nőgyógyász, perinatális szaktanácsadó, szoptatási tanácsadó, a hazai szülészet-nőgyógyászat egyik neves alakja, a természetes szülés elkötelezett híve, négy gyermek édesanyja. Első gyermeke születése után elindította a Szülni jó! weboldalt.

## Élete
Szülővárosában nevelkedett. Érdekelni kezdte az emberi test működése, az orvostudomány. Pécsett járt egyetemre. 2000-ben végzett a Pécsi Orvostudományi Egyetemen. Sokszor személyesen is megtapasztalta, hogy a hölgyek a női orvosokhoz ezen a területen különös nyíltsággal, őszinteséggel fordulnak, ami a jó orvos-páciens kapcsolat alapfeltétele. Szakvizsgája megszerzéséhez szükséges gyakorlatait a budapesti Szent Imre Kórházban végezte.
2003-ban megházasodott. Első gyermekük 2005-ben született abban a kórházban ahol ő is dolgozott.  2008-ban megszületett második gyermekük.
2011-ben sikeres IBCLC vizsgát tett, szoptatási szaktanácsadó lett. Aztán megszületett fiúk, akit gyorsan követett a negyedik.
2014 őszétől ismét visszatért szakmája gyakorlásához. A Róbert Károly magánkórházban kísér szüléseket, és az anyává válás lelki folyamatait is tanulmányozza. Az ELTE Perinatalis Szaktanácsadó másoddiplomai képzését is elvégezte 2016-ban.
2020-ban megnyitotta saját nőgyógyászati magánrendelőjét a Szülni jó! Központot. 

### Tanulmányok
- 2000: Általános orvosi diploma – Pécsi Orvostudományi Egyetem
- 2005: Szülészet-nőgyógyászati szakvizsga
- 2011: IBCLC vizsga(laktációs szaktanácsadó)
- 2016: Perinatális szaktanácsadó másoddiploma – Eötvös Loránd Tudományegyetem Pedagógiai és Pszichológiai Kar

## Tanfolyamok
- Szülésre felkészítő tanfolyam Archiválva 2020. augusztus 3-i dátummal a Wayback Machine-ben
- Segítség a kezdetekhez tanfolyam[halott link]
- Szoptatásra felkészítő tanfolyam Archiválva 2020. augusztus 3-i dátummal a Wayback Machine-ben
- VBAC (császármetszés utáni hüvelyi szülésre) felkészítő tanfolyam Archiválva 2020. augusztus 3-i dátummal a Wayback Machine-ben
- Szülésfelkészítő beszélgetések Archiválva 2021. február 27-i dátummal a Wayback Machine-ben

## Külső hivatkozások
- Dr. Dékány Ágnes honlapja
- Dr. Dékány Ágnes youtube csatornája
- Szülni jó!  Facebook oldala
- Ne avatkozzunk közbe, inkább segítsük a természetes folyamatokat! – Példaképünk dr. Dékány Ágnes nőgyógyász – Vasárnap.hu cikke
- Hormonmentes.hu orvosajánlója
- Róbert Magánkórház kollégák Archiválva 2020. augusztus 6-i dátummal a Wayback Machine-ben
- Felkészülni, vigyázz, kész… szülés! – Interjú dr. Dékány Ágnessel – Képmás cikke
- A lélek szül, a test csak követi – Beszélgetés dr. Dékány Ágnes szülésszel Archiválva 2018. november 27-i dátummal a Wayback Machine-ben – ZAOL cikk
- Webbeteg.hu
- A HÁBORÍTATLAN SZÜLÉS NEM AZT JELENTI, HOGY SENKI NEM NYÚL HOZZÁD – Bezzeg Anya cikke
- Életük legnagyobb élményére készíti fela nőket Dékány Ágnes szülész-nőgyógyász, a szulnijo.hu honlap létrehozója. A bírálatok nem ingatják meg. – NOL.hu cikke
- Sátorprogram 6. rész – Dr. Dékány Ágnes szülész-nőgyógyász – Kossuth Rádió interjú
- Várandósgondozás a világjárvány idején – Várva várt Alapítvány
- Mi áll a sok császár mögött? – 1. rész – Hello Baby Magazin cikk
- Ez itt a kérdés: ember-e a magzat vagy csak egy sejtcsomó? – Origó cikk
- ATV Húzós – Dékány Ágnes – Rónai Egon portréműsora.
- Természetes szülés – támogató kommunikáció – PAF Hungary
- „Ha a gátmetszésre tényleg mindig szükség lenne, már kihalt volna az emberiség” – Asszonyszövetség cikke
- Fájásgyengeség – lenardorsi.hu cikk
- Ki fog férni? – Babaszoba cikke
- Te tudod, hogyan születtél? – Családháló cikk
- Megszületett Bárdosi kisfia! -Népszava cikke
- Amit soha nem mertél megkérdezni a nőgyógyászodtól, azt Janka most megkérdezte – Sassy.hu